# Venczel János
Venczel János (Györgyfalva, 1940. március 19. –) erdélyi magyar grafikus.

## Életútja, munkássága
Középiskoláit a kolozsvári Brassai Sámuel Líceumban és párhuzamosan a Képzőművészeti Középiskola kerámia szakán végezte (1958). Később a Ion Andreescu Képzőművészeti Főiskola grafika tagozatán szerzett diplomát (1967).
1960–61-ben a kolozsvári Arta Populară, 1968–73 között az Arta Decorativă Szövetkezetben dolgozott mint keramikus, 1973–88 között az Arta Textilă Szövetkezetben volt formatervező. 1988-tól előbb az Utunk, majd 1989-től nyugdíjazásáig, 2005-ig a Napsugár és Szivárvány gyermeklapok grafikai szerkesztője.
Illusztrációi, önálló grafikai munkái 1967-től jelennek meg. Számos könyvhöz készített borítótervet, illusztrációkat.